# Навсікая
Навсіка́я (дав.-гр. Ναυσικάα, Nausikáa; грец. Ναυσικά, Nausikâ, МФА: [nau̯sikâː], «кораблеспалювачка») — у грецькій міфології феакійська царівна. Дочка феакійського царя Алкіноя і цариці Арети.
Афіна з'явилася їй уві сні й наказала йти вранці з рабинями на берег моря. Там Навсікая знайшла Одіссея, що зазнав корабельної аварії, і повела його до дому свого батька. Навсікая закохалася в Одіссея, але той через тугу за батьківщиною не одружився з нею. У післягомерівських міфах Навсікая — дружина Телемаха.
Ці події відображаються в щорічному фестивалі Варкарола, що відбувається в Палеокастріці.

## У культурі
Образ Навсікаї надихав художників П. П. Рубенса, П. Ластмана, Я. Йорданса, В. Сєрова та поетів Максима Рильського, Миколу Зерова, Хаяо Міядзакі.

### Кінематограф
- Навсікая з Долини Вітрів — японський мультиплікаційний фільм режисера Міядзакі Хаяо 1984 року..
- Повернення Одіссея (1908) — французький фільм  [Архівовано 4 червня 2016 у Wayback Machine.].
- Одіссея (1911) — італійський фільм.
- Одіссея (1954)
- Одіссея (1968)
- Уліс 31 (1981) — японсько-французький анімаційний фільм. Науково-фантастична адаптація Одіссеї.
- Нострос: Повернення (1989) — італійський пригодницький фільм.
- Погляд Одіссея (1995) — грецький фільм.
- Одіссея (мінісеріал) (1997)
- О, де ж ти, брате? (2000) — гумористична інтерпретація Одіссеї та роману «Уліс» Джеймса Джойса.

### Музика
- Повернення Улісса на батьківщину — опера Клаудіо Монтеверді.

## Дивись також
Схерія — утопічний острів, населений феаками
Варкарола Паліокастріца (фестиваль, Греція) — 